# Adhemarius dentoni
Adhemarius dentoni là một loài bướm đêm thuộc họ Sphingidae. Nó được miêu tả bởi Clark năm 1916, và có ở Peru tới Ecuador và cũng được ghi nhận ở Bolivia.
Chiều dài cánh trước là 55–61 mm. Mỗi năm loài này có ít nhất hai thế hệ với các đợt bay đỉnh điểm từ tháng 1 đến tháng 2 và từ tháng 7 đến tháng 8.
Ấu trùng có thể ăn các loài Persea.

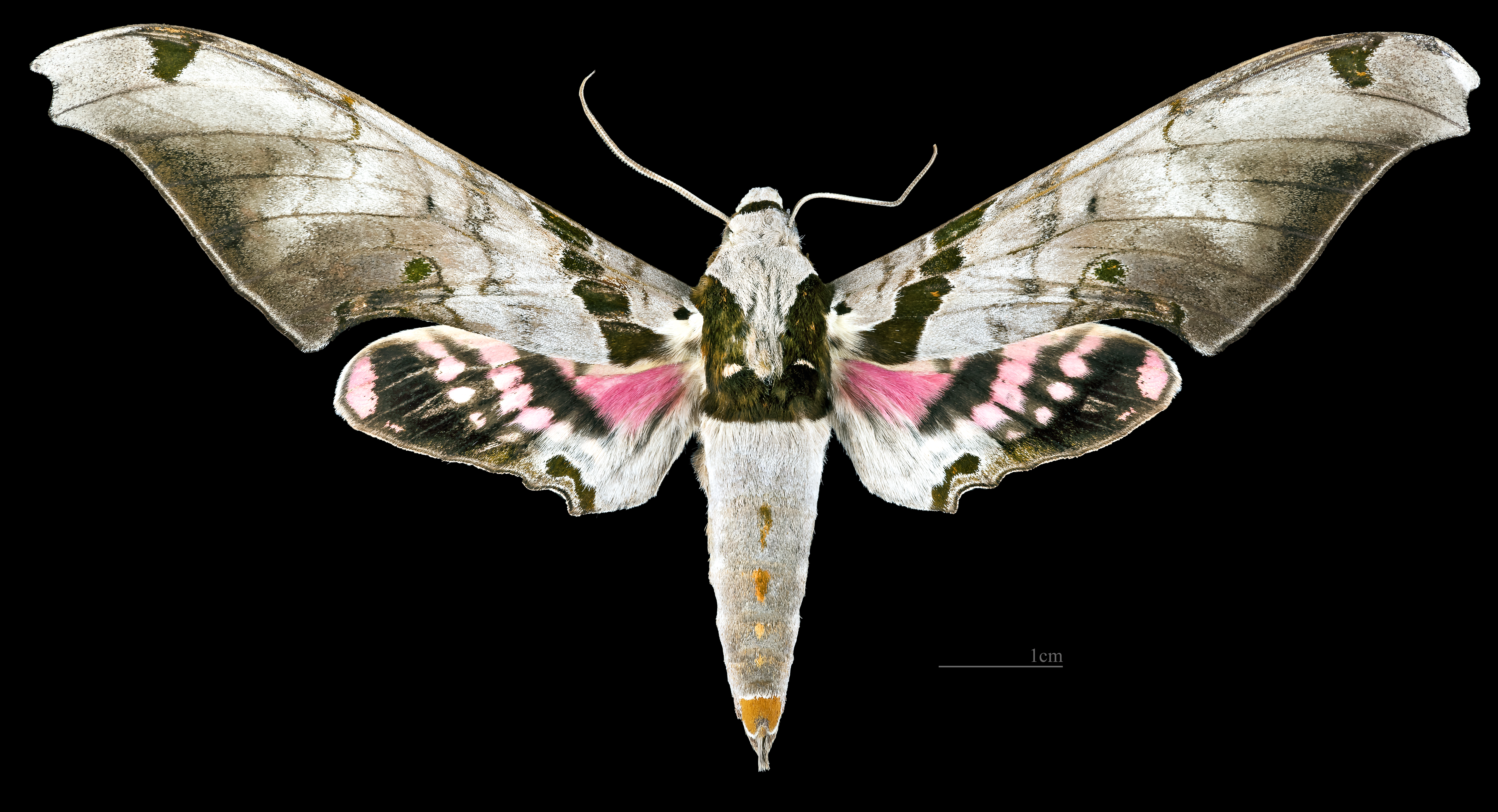
Adhemarius dentoni ♂
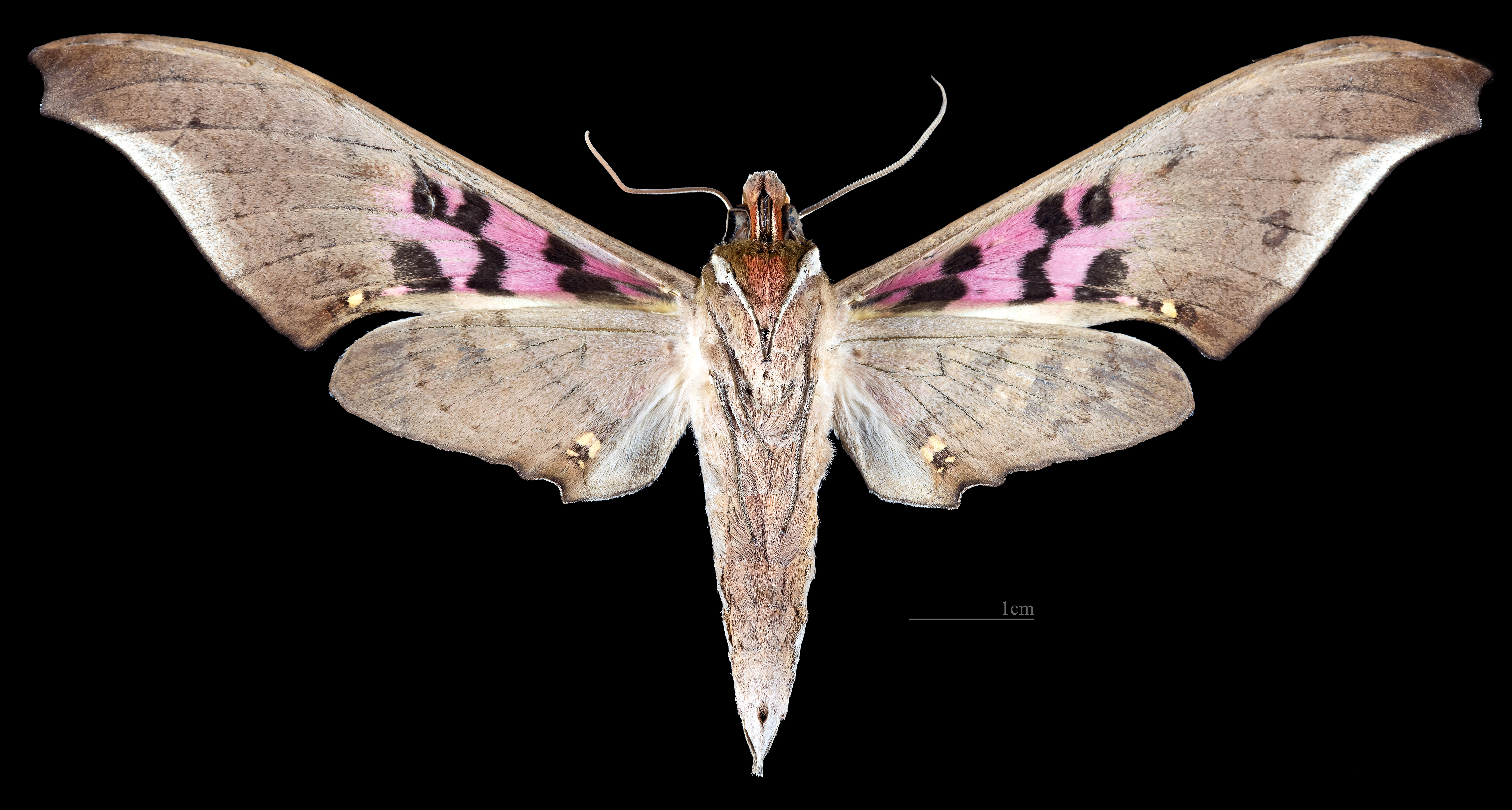
Adhemarius dentoni ♂ △
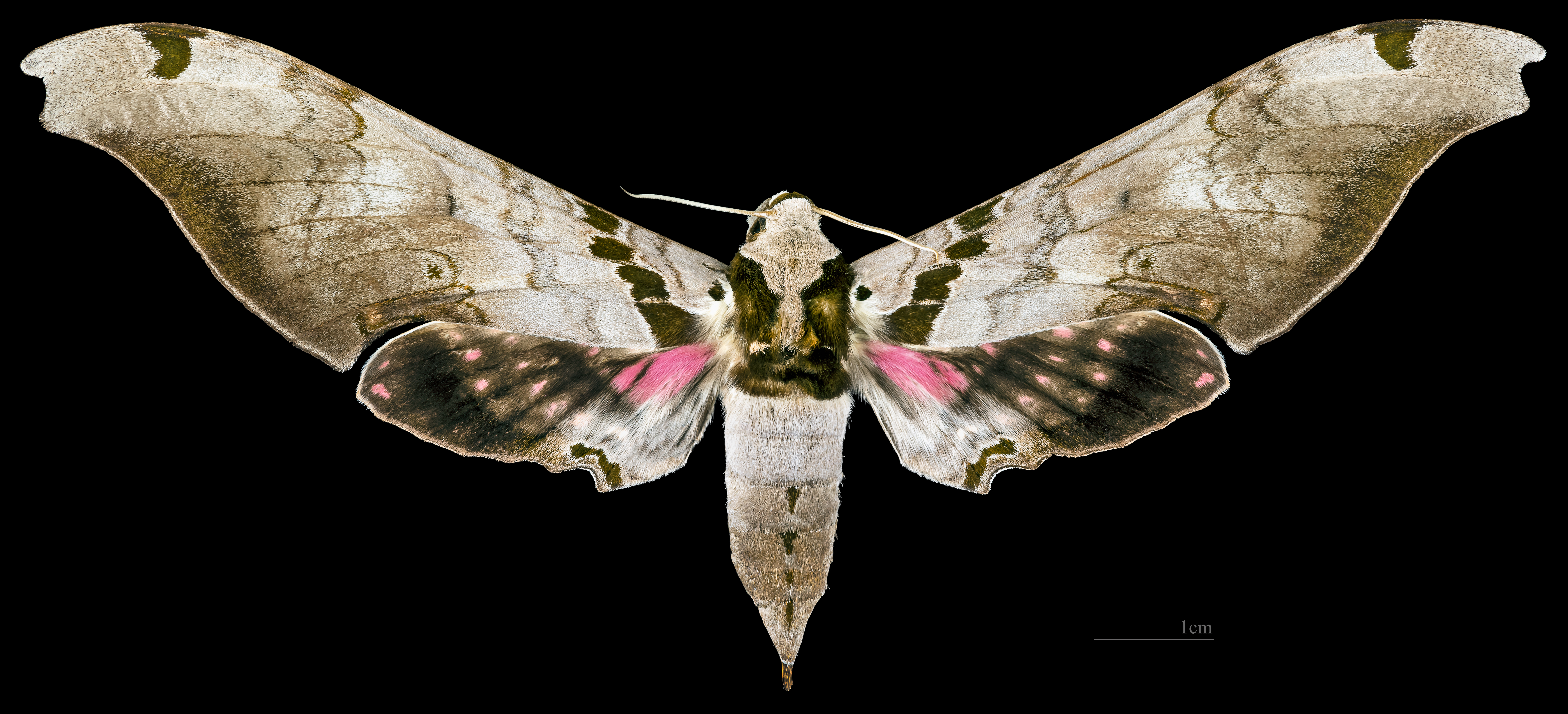
Adhemarius dentoni ♀
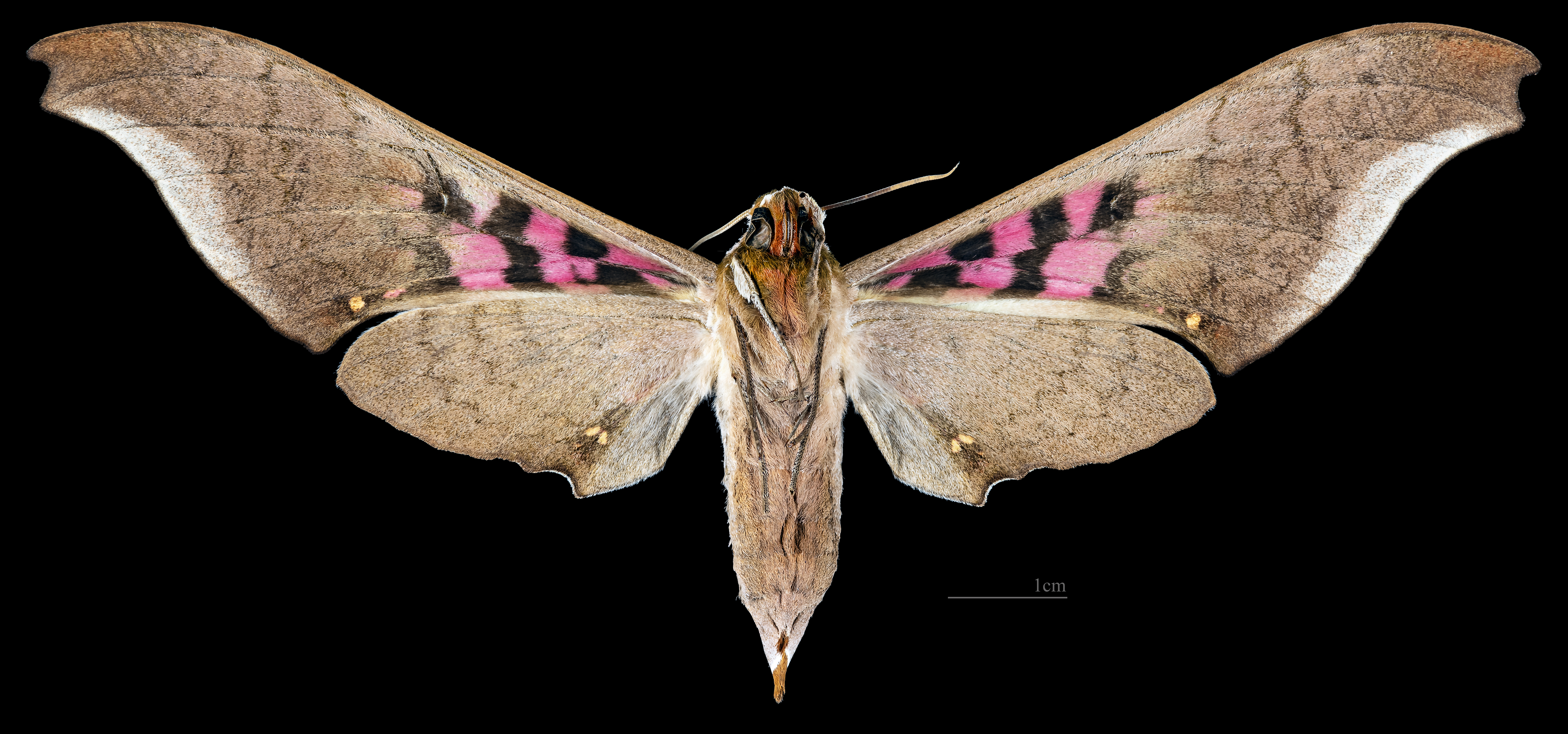
Adhemarius dentoni ♀ △